# دهه انقلاب
دههٔ انقلاب نام یک مجموعهٔ تلویزیونی ایرانی به کارگردانی «محمدرضا مجد» و «فرید نیکخواه‌آزاد» است که طی سال‌های ۱۳۷۴-۱۳۷۰ تولید و از  شبکه ۲ سیمای جمهوری اسلامی ایران پخش گردید.

## خلاصه داستان
این مجموعه تلویزیونی دربارهٔ همدلی مردم در جریان مبارزات انقلاب ۱۳۵۷ ایران تا سقوط حکومت پهلوی است. این مجموعه از داستانهای متفاوت و مجزایی تشکیل شده بود که خط اصلی همهٔ آنها، تحول آدم‌های بی‌طرف یا ناباور و مخالف انقلاب و پیوستن آنان به صف مردم انقلابی است. عنوان برخی از بخش‌های این مجموعه تلویزیونی عبارت بودند از: «گل و گلوله»، «ماجراهای محلهٔ ما» و «سرباز شهید».

## بازیگران و عوامل تولید

### بازیگران
- جلیل فرجاد
- پروین سلیمانی
- بیوک میرزایی
- منوچهر حامدی
- مهری ودادیان
- حسن بلور
- محمود اوین
- ابراهیم شهیدی
- ناصر شاگردی
- علی شهبازیان
- مهدی آقاجانی
- حمید رضایی
- ناهید شهبازی
- قاسم برهان‌یار
- ابراهیم عاشوری
- محمدرضا کرمانی
- غلامحسین بنفشه‌خواه

### عوامل تولید
- کارگردان: محمدرضا مجد، فرید نیکخواه‌آزاد
- نویسنده: محمود حسنی
- تصویربرداران: ایرج صفوی، مهرزاد ناظری، بهمن بشیرزاده
- تدوینگران: هایده صفی‌یاری، هادی شیخ‌الاسلامی
- تهیه‌کنندگان: محمدرضا مجد، آفاق سیف‌اللهی، مصطفی موسوی
- فرمت تصویر: ۱۶ میلیمتری
- محصول: گروه فیلم و سریال شبکه ۲ سیمای جمهوری اسلامی ایران
- سال تولید و پخش: ۱۳۷۴-۱۳۷۰